# Sbarramento della Val di Landro

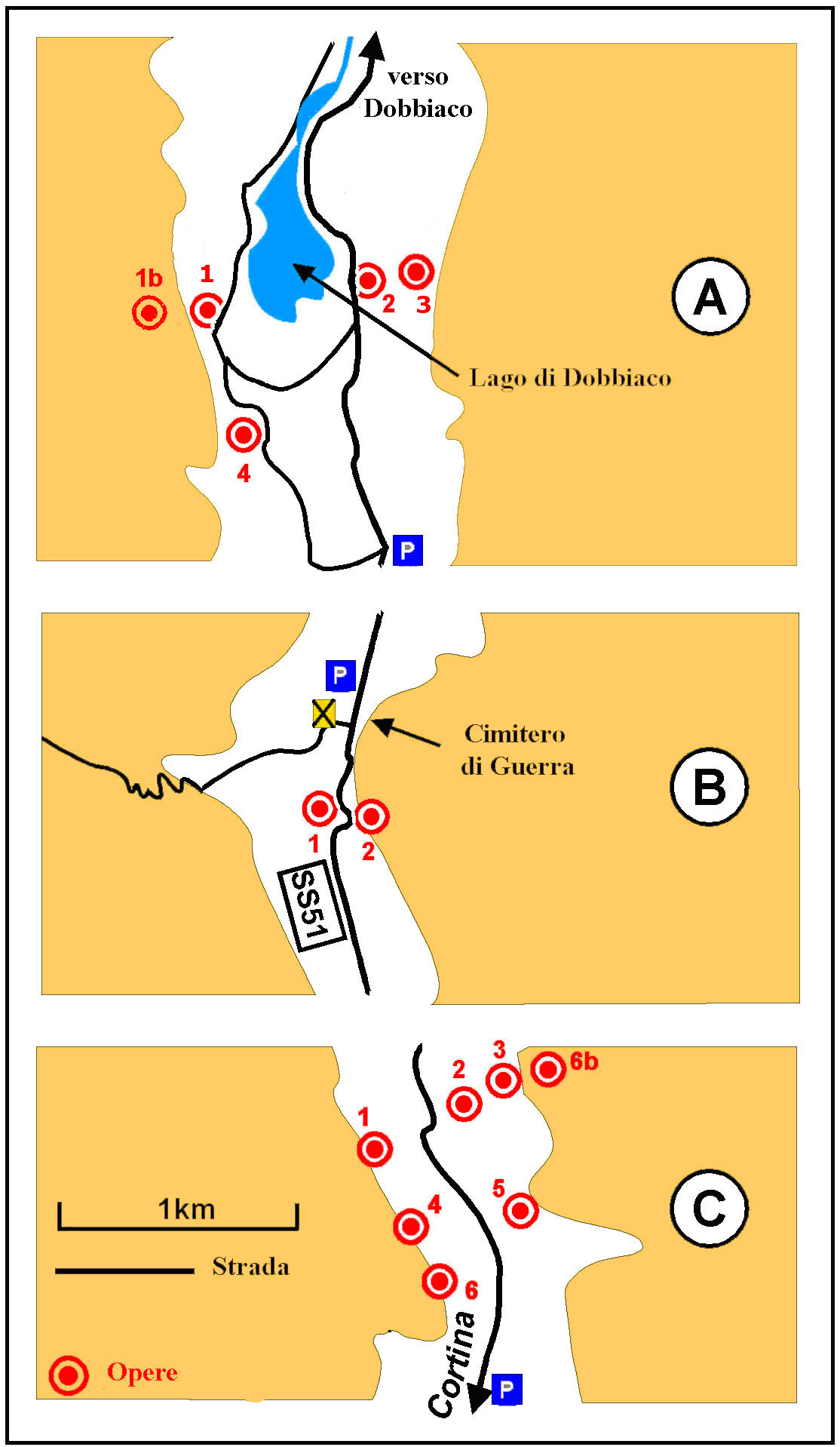
La piantina dello sbarramento della Val di Landro

Lo sbarramento della Val di Landro (in tedesco Sperre Höhlensteintal) è uno degli sbarramenti del XV settore di copertura Pusteria  del Vallo alpino in Alto Adige, che si erge lungo la Val di Landro, una valle minore, perpendicolare alla Val Pusteria, in Alto Adige.

## Storia
Storicamente la val di Landro è sempre stata una valle strategica; già durante la prima guerra mondiale furono costruiti diversi sistemi difensivi. Anche nella corsa a fortificare il confine italiano, nel 1939, questa valle risultava uno snodo strategico: permetteva ad eventuali truppe nemiche che stessero entrando in Italia un facile accesso all'Ampezzano, e quindi all'Italia settentrionale. Questo sbarramento era appoggiato da altre postazioni appartenenti al II sistema difensivo.
In questa prima ondata di fortificazioni, nel complesso era prevista la costruzione di tre opere difensive che rispettassero i dettami della circolare 7000, ovvero dovevano essere in grado di resistere calibri medi; era previsto per tali opere un armamento di 6 mitragliatrici e 2 cannoni anticarro. Di queste solo due opere furono costruite, nei pressi del chilometro 128 della Strada statale 51 di Alemagna, andando a costituire lo sbarramento di "Landro Sorgenti".
Soltanto successivamente, e precisamente nel dicembre del 1939, venne costruito un altro sbarramento, nei pressi del lago di Dobbiaco, quindi più a nord rispetto allo sbarramento "Landro Sorgenti". Questo nuovo sbarramento era posto sul collegamento tra il I e il II sistema difensivo proveniente dal lago di Braies (ted. Pragser Wildsee). Questo II sistema difensivo partiva dal Monte Serla (ted. Sarlkofel), seguendo in direzione sud-ovest, il Picco di Vallandro (ted. Dürrenstein), il Monte Specie (ted. Strudelkopf) ed infine arrivava presso il fondo valle, dove si trova il forte di Landro; qui era invece prevista la costruzione di una terza linea difensiva, denominata "Landro sud".
Quando i lavori ripresero nel 1940, questi dovevano seguire i dettami della nuova circolare 15000; ciò comportò:
- 5 opere presso la linea difensiva di "Landro Nord": furono completate nella parte muraria ma mai allestite negli interni e neanche armate. Era anche previsto un fossato anticarro che partisse dall'opera 1, verso il lago, ma i lavori di costruzione vennero sospesi;
- sei opere presso la linea difensiva di "Landro Sud": su 9 opere previste, solamente in tre furono completati le colate di calcestruzzo, mentre le altre opere rimasero solamente scavate nella roccia. Era previsto anche in questa linea difensiva un fosso anticarro, che doveva prevedere funi metalliche e putrelle quando questo attraversava la strada o la ferrovia delle Dolomiti o la Rienza; il fossato era battuto dalle opere 1, 2 e 3. Particolare interesse si è avuto per l'opera 5, realizzata immediatamente a nord della parte centrale del forte di Landro, la quale venne circondata da un muro che riproduceva il perimetro del vecchio forte, a scopo di migliorarne il mimetismo.

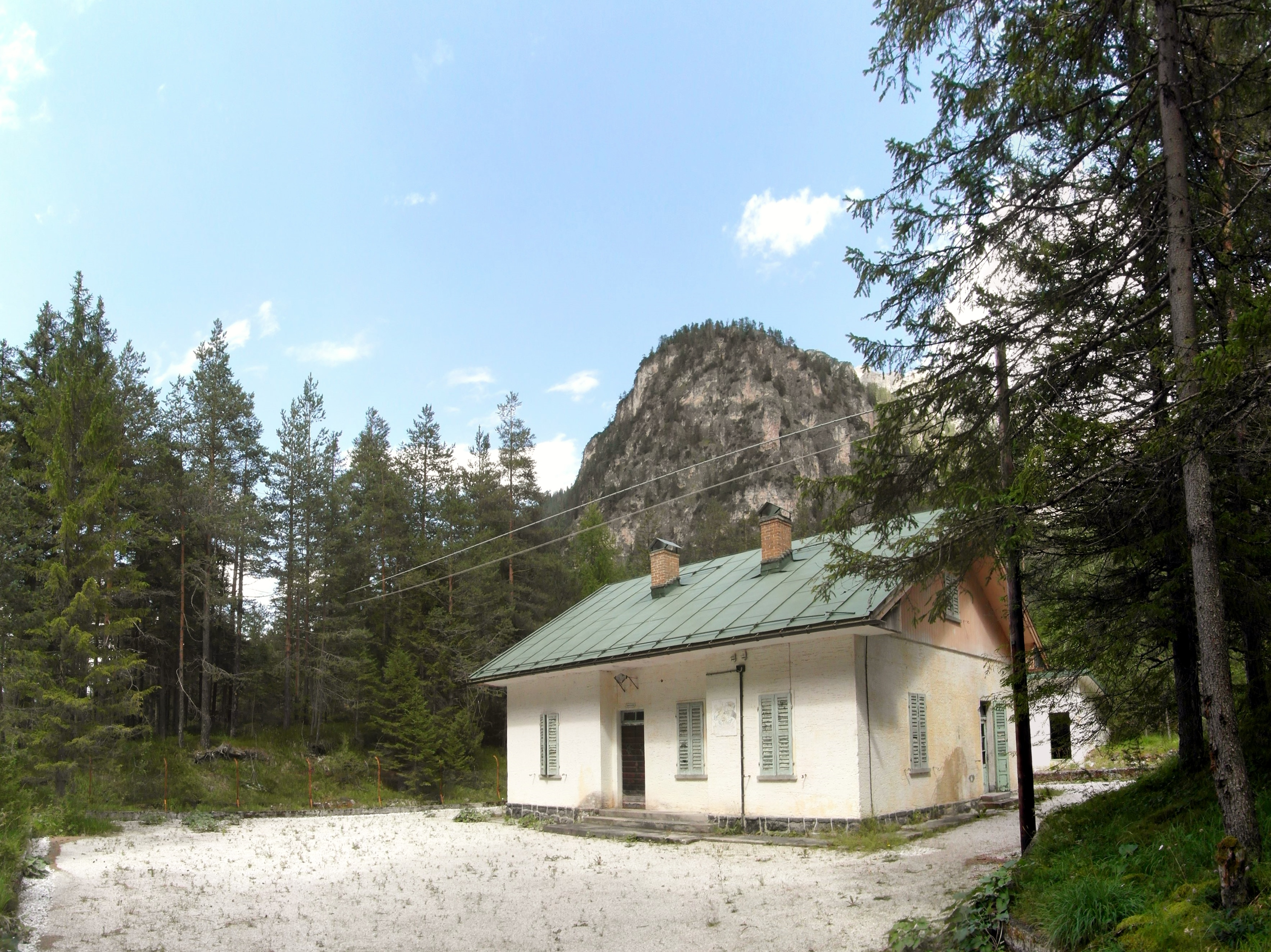
La casermetta per gli Alpini d'Arresto

Dopo la riattivazione in ambito NATO, allo sbarramento composto di tre opere è stato dato il nome in codice Mercurio. Lo sbarramento aveva assegnati: 7 ufficiali, 13 sottufficiali e 130 soldati di truppa, per un totale di 150 uomini. Questi alloggiavano presso la casermetta posta tra lo sbarramento nord e quello centrale, a est della strada statale.
Furono quindi riutilizzate le opere 1, 2 e 4 di "Landro Nord", mentre gli sbarramenti di "Landro Sud" e "Landro Sorgenti" non vennero mai riattivati nel seguito. Venne costruita una casermetta per gli Alpini d'Arresto poco più a sud del lago di Dobbiaco, che ospitava un reparto del battaglione Val Cismon.

### Descrizione dello sbarramento
Lo sbarramento difensivo è articolato lungo tutta la valle di Landro, suddiviso principalmente in tre blocchi.
- Il primo, è posizionato all'ingresso della valle di Landro, presso il lago di Dobbiaco. È denominato sbarramento "Landro Nord";
- Il secondo blocco è posto più a sud, circa alla metà dell'intera lunghezza della valle, posto nelle vicinanze del cimitero austro-ungarico di Dobbiaco - monte Piana. Lo sbarramento è chiamato "Landro Sorgenti";
- Il terzo ed ultimo blocco, il più meridionale, è posto a qualche chilometro più a nord del lago di Landro, nei pressi del vecchio forte di Landro. Il nome dello sbarramento è "Landro Sud".

## Il fossato anticarro
In questo sbarramento erano previste le realizzazioni di ben 2 fossati anticarro:
- Il primo era previsto presso la linea difensiva di "Landro nord", e partiva dall'opera 1, e proseguiva in direzione del lago di Dobbiaco. Fu progettato, ma la sua realizzazione fu sospesa.
- Il secondo era previsto per la linea difensiva di "Landro sud", dove le opere 1, 2 e 3 pensavano a difenderlo.

## Tabella delle opere dello sbarramento

### Tabella delle opere dello sbarramento Landro Nord
|            | Tipo           | Fuc. MTR | MTR | Cann A.C. | Cannoni 75/27 | Osserv. |
| ---------- | -------------- | -------- | --- | --------- | ------------- | ------- |
| Opera 1    | Grande RCC/CLS | -        | 3   | 1         | -             | -       |
| Opera 1bis | Media CAV      | -        | 3   | -         | -             | -       |
| Opera 2    | Grande CLS     | -        | 5   | 2         | -             | -       |
| Opera 3    | Piccola CAV    | -        | 2   | -         | -             | -       |
| Opera 4    | Media CLS      | -        | 4   | -         | -             | -       |
| Totale     | 5              | -        | 17  | 3         | -             | -       |

### Tabella delle opere dello sbarramento Landro Sorgenti
|         | Tipo        | Fuc. MTR | MTR | Cann A.C. | Cannoni 75/27 | Osserv. |
| ------- | ----------- | -------- | --- | --------- | ------------- | ------- |
| Opera 1 | Piccola CLS | -        | 3   | -         | -             | -       |
| Opera 2 | Piccola CLS | -        | 2   | 1         | -             | -       |
| Totale  | 2           | -        | 5   | 1         | -             | -       |

### Tabella delle opere dello sbarramento Landro Sud
|            | Tipo         | Fuc. MTR | MTR | Cann A.C. | Cannoni 75/27 | Osserv. |
| ---------- | ------------ | -------- | --- | --------- | ------------- | ------- |
| Opera 1    | Media CAV    | -        | 3   | 1         | -             | -       |
| Opera 2    | Grande CLS   | -        | 4   | 1         | -             | -       |
| Opera 3    | Grande CLS   | -        | 4   | 1         | -             | -       |
| Opera 4    | Media CAV    | -        | 3   | -         | -             | -       |
| Opera 5    | Media CLS    | -        | 3   | -         | -             | -       |
| Opera 6    | Media CAV    | -        | 3   | -         | -             | -       |
| Opera 6bis | Ricovero CAV | -        | -   | -         | -             | -       |
| Totale     | 7            | -        | 20  | 3         | -             | -       |

## Landro Nord

### Opera 1

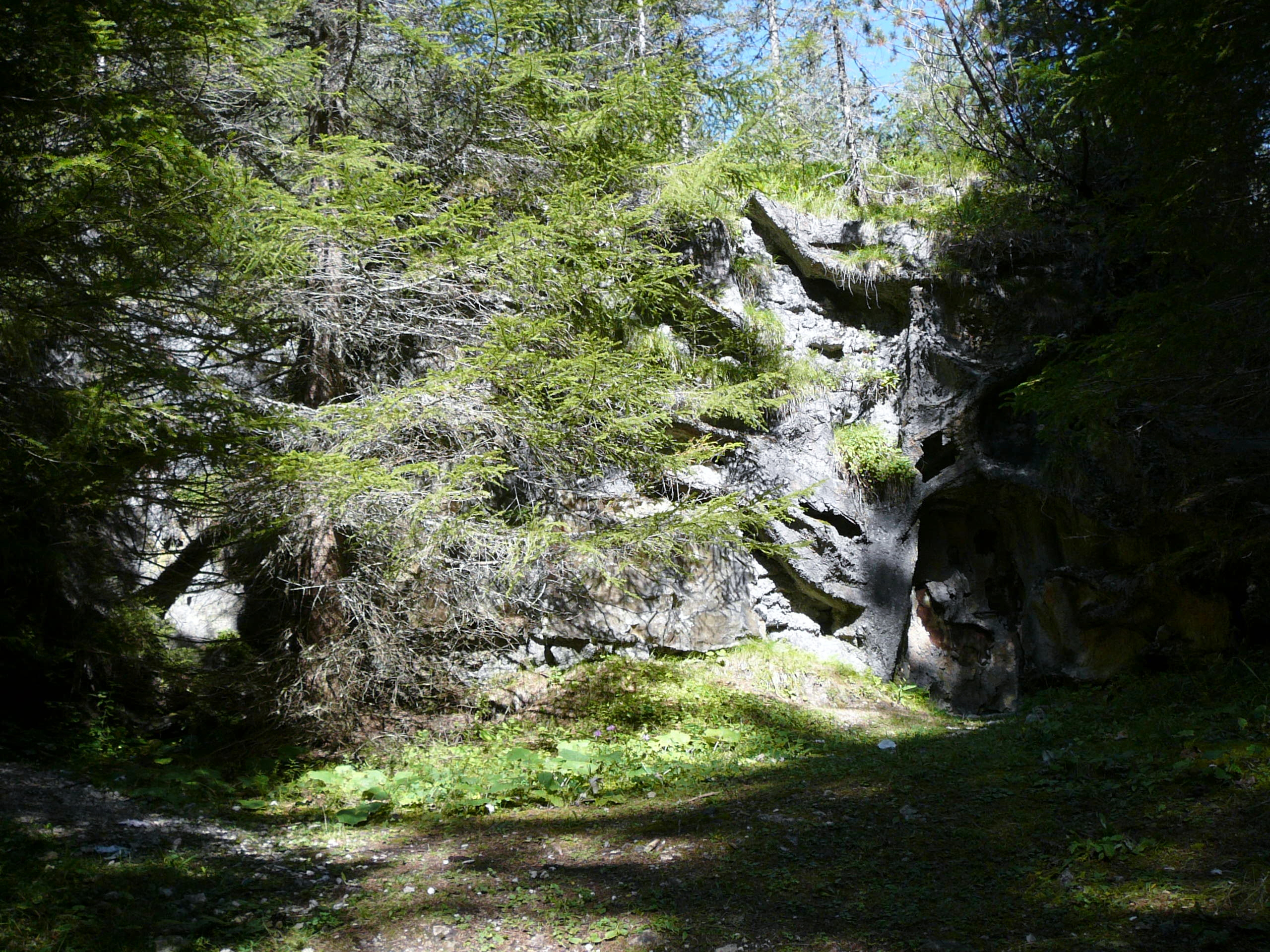
I due ingressi dell'opera 1

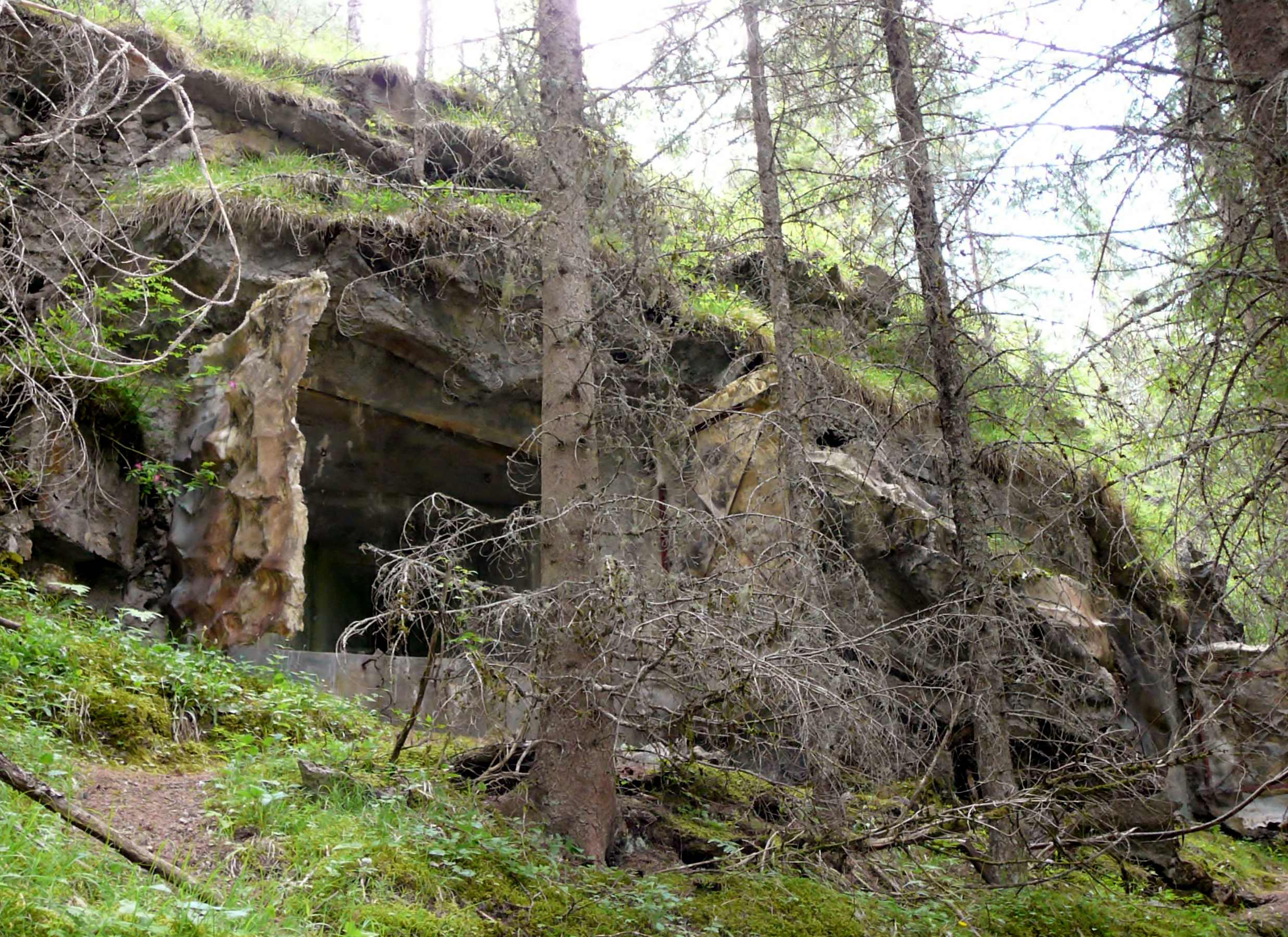
Una delle feritoie dell'opera 1

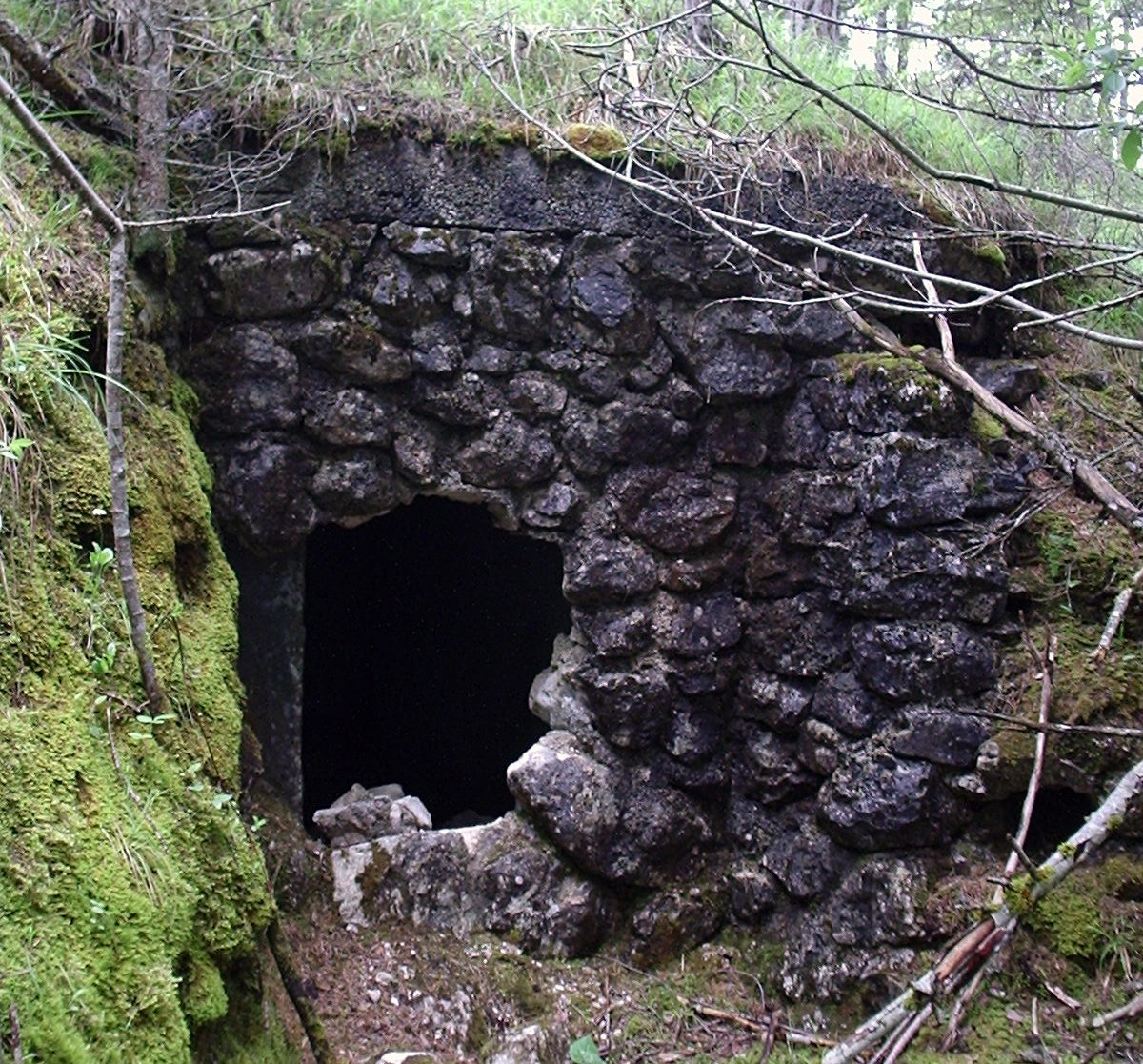
L'ingresso dell'opera 1, alle sorgenti

- Come raggiungere l'opera

Dal lago di Dobbiaco, partendo dal ristorante “la Palafitta” si intraprende la passeggiata attorno al lago e dopo 500 metri circa, subito dopo aver oltrepassato lo steccato in legno, si segue un sentierino sulla destra che supera in quota la strada che gira attorno al lago di 5 metri ca. Dopo neanche 20 metri si riesce a distinguere la sagoma e le feritoie dell'opera.
- Caratteristiche

Opera di grandi dimensioni in calcestruzzo misto caverna, disposta su due livelli, presenta 4 feritoie. Ha uno scarico che dà sul sentiero. In origine l'opera doveva ospitare un pezzo da 75/27 su affusto campale, poi nel reimpiego gli venne adattato lo scudo per il 105/25 (riconoscibile dalle dimensioni della postazione, oltre che per la presenza di una rotaia in alto e ad un gancio per il rinculo del pezzo) ed una postazione M venne modificata per il 90/32 L. Recentemente atti di vandalismo hanno asportato i resti dei sistemi di puntamento del 105/25, oltre che a manomettere l'infrastruttura.
Al suo interno l'opera ha due locali adibiti a deposito acqua, dove si trovano rispettivamente due vasche da 500 litri. Al piano inferiore l'opera presenta una camerata da 36 brande. È ancora presente il supporto per l'antenna e il centralino che metteva in comunicazione l'opera con le opere 2 e 4 oltre che con il comando. Al suo interno invece erano presenti 9 postazioni per il telefono campale.
I due ingressi sono divisi da una caponiera per la difesa dell'accesso.
- Armamento previsto

3 mitragliatrici, 1 cannone anticarro
- Ingressi

L'opera ha 2 ingressi
L'opera è di proprietà privata
- Dati relativi a agosto 2011
- Coordinate geografiche: 46°41′59.47″N 12°12′54.63″E

### Opera 1 bis
- Come raggiungere l'opera

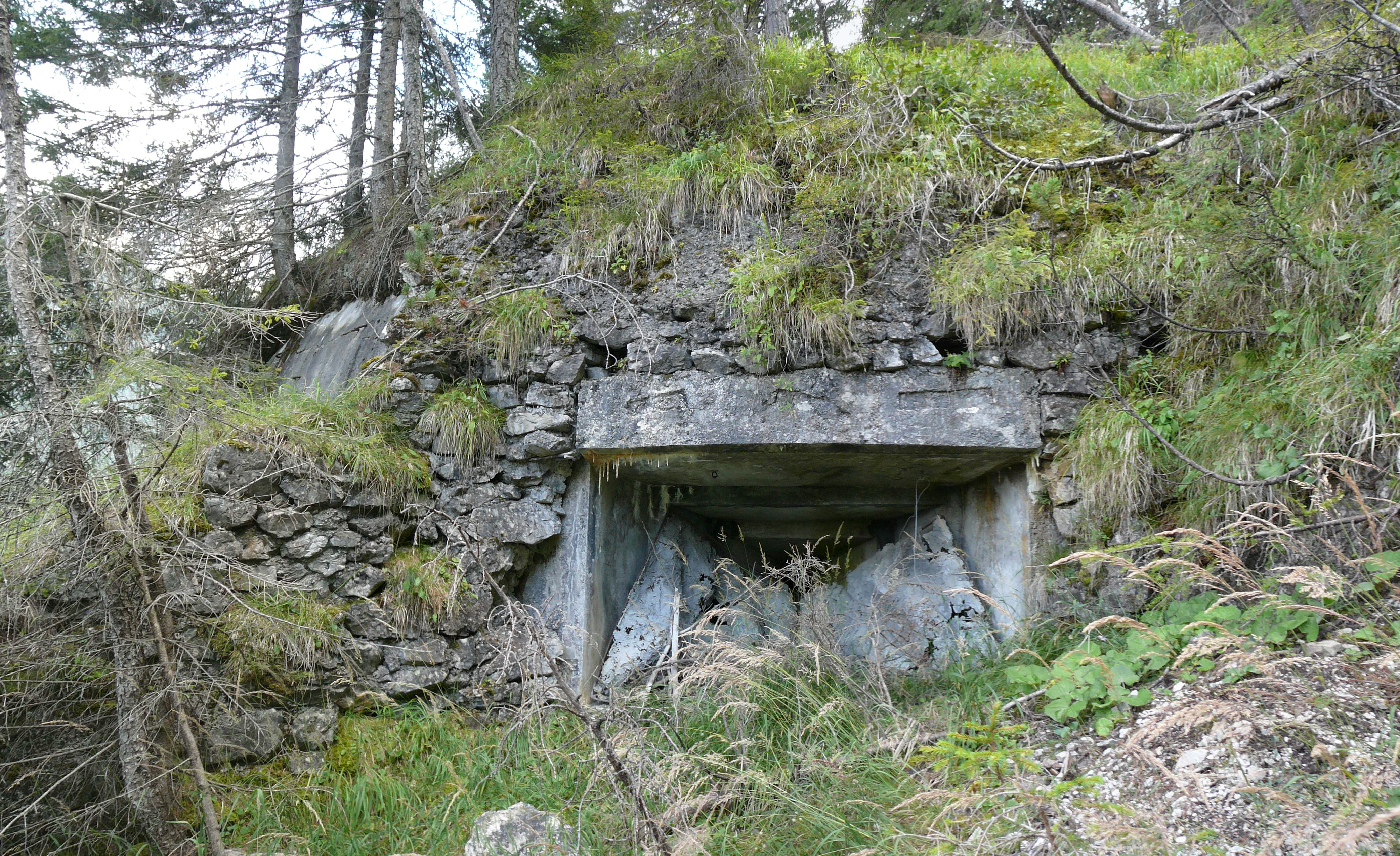
Feritoia dell'opera 1 bis

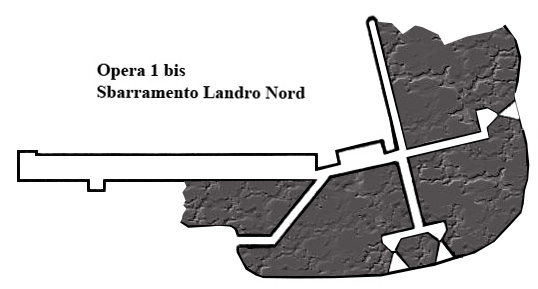
La piantina dell'opera 1 bis

Quest'opera è decisamente difficile da trovare, dato che si è privi di punti di riferimento per salirci. Si trova in quota (1350 m circa), e precisamente sopra l'opera 1.
- Caratteristiche

L'opera di medie dimensioni, scavata nella roccia, presenta le mura interne ben imbiancate; queste potrebbero indicare un segnale di riattivazione per tale opera, come per la speculare opera3. Degna di nota è la trincea di accesso, il cui muretto è stato mascherato con un muretto simile a quello utilizzato nelle costruzioni della prima guerra mondiale, con tanto di feritoie, analogamente a quello del passo di Monte Croce Carnico (oggi è crollato a terra).
Percorrendo la trincea si arriva all'unico accesso dell'opera. Dopo il portone in ferro, una scalinata in discesa porta al livello dell'opera.
I portelli, ancora oggi visibili, paiono quelli originali, ovvero in legno e rete metallica su cui il cemento tinteggiato a mo' di roccia mimetizzava la postazione d'arma.
- Armamento previsto

3 mitragliatrici
- Ingressi

L'opera ha 1 ingresso
- Dati relativi a agosto 2011
- Coordinate geografiche: 46°42′01.53″N 12°12′48.63″E

### Opera 2

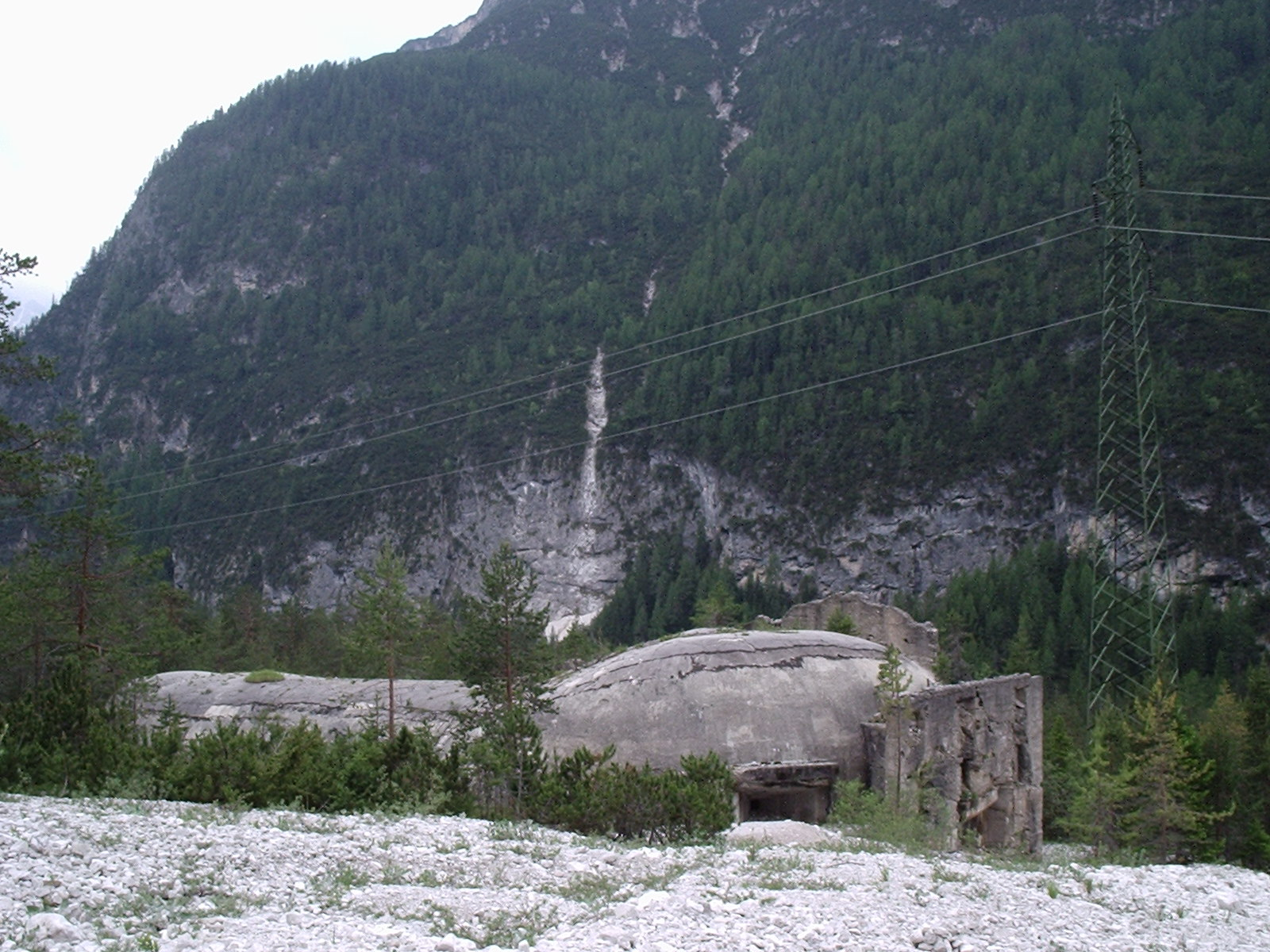
L'opera 2

- Come raggiungere l'opera

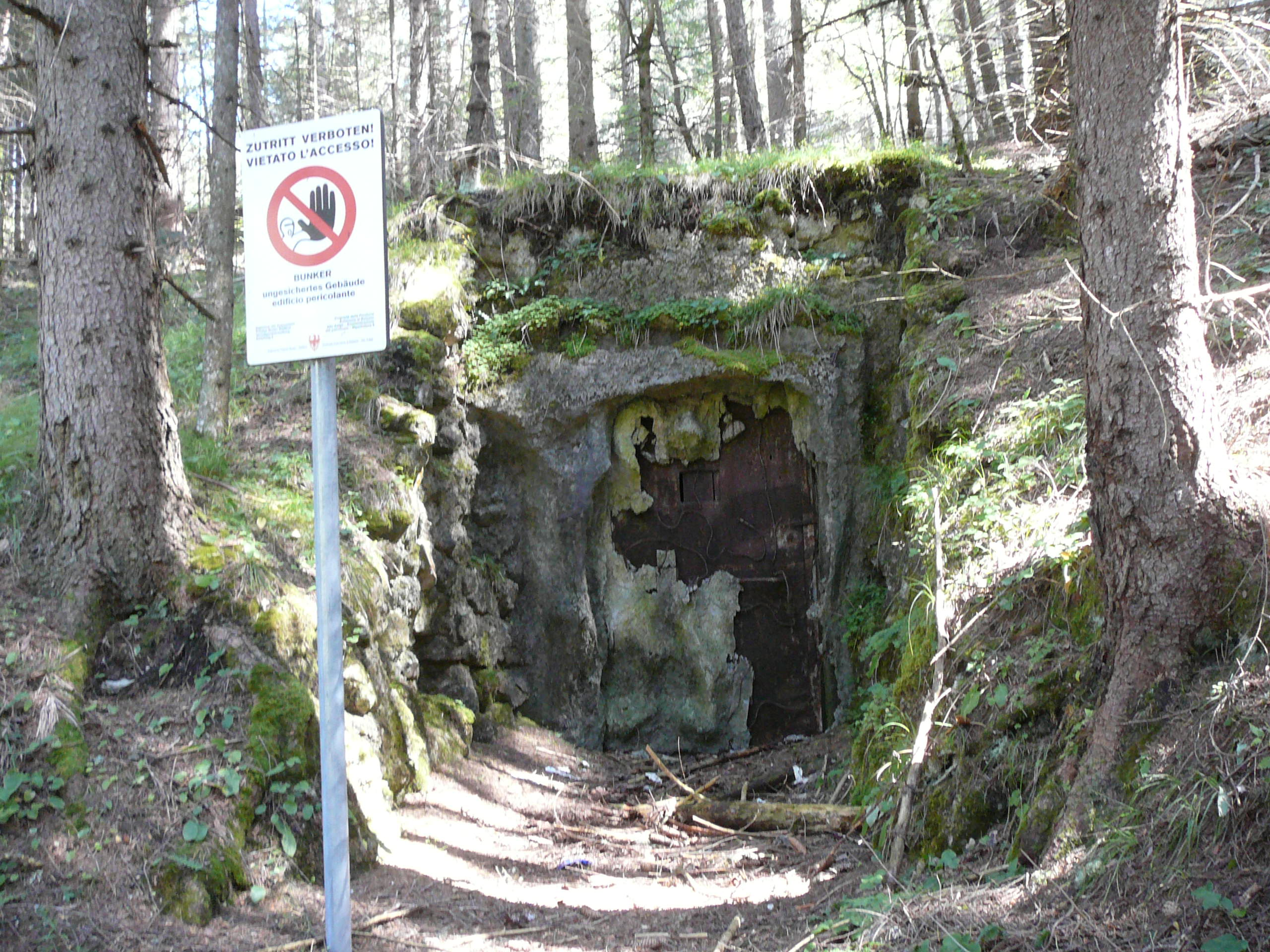
Ingresso ovest opera 2

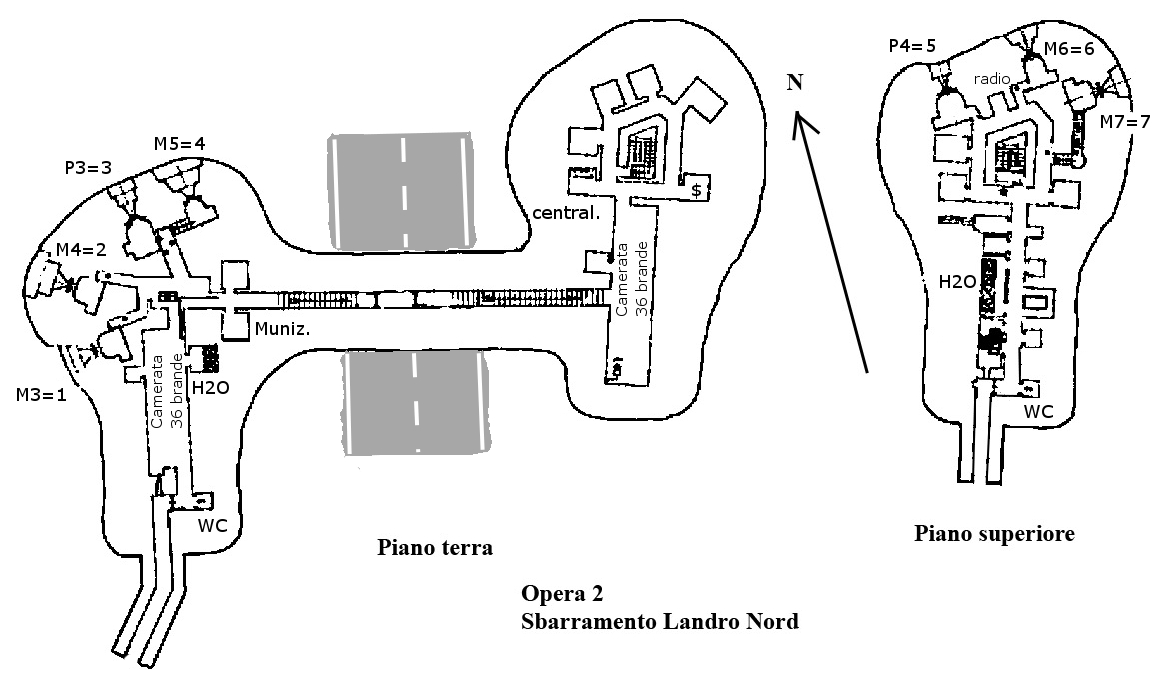
La piantina dell'opera 2

L'opera si trova a cavallo della statale Alemagna, da Dobbiaco in direzione Cortina, 500 metri dopo la svincolo per il lago di Dobbiaco, si osserva sulla sinistra della strada un terrapieno. Proprio li è la parte alta dell'opera 2.
- Caratteristiche

La struttura è realizzata interamente in calcestruzzo è ricoperta in terra per mascheramento e si trova in parte sotto il sedime della strada statale Alemagna, che collega Dobbiaco con Cortina. L'opera, infatti, è stata concepita come presidio di sbarramento della strada stessa (ma anche della ferrovia delle Dolomiti che gli passava accanto). Ai due lati della strada si trovano i malloppi contenenti le camere di combattimento. L'opera, che si articola in due parti, si sviluppa a monte su due piani, mentre a valle su un unico piano. Le due parti sono collegate tra loro mediante un cunicolo sotterraneo sotto la strada statale Alemagna. È completamente ultimata in ogni sua parte ed era equipaggiata con due cannoni 90/32 L e cinque affustini per mitragliatrice. Venne definitivamente chiusa il 22 aprile 1993. L'opera è in buono stato di conservazione, sono ancora presenti gli impianti di illuminazione e telecomunicazione (posto radio e centralino). Le 2 porte blindate di accesso sono totalmente arrugginite, spesse circa 15 cm e in ferro pieno.
All'interno dell'opera si trovano 4 vasche da 500 litri in eternit per l'acqua non potabile, un centralino.
- Armamento previsto

5 mitragliatrici, 2 cannoni anticarro
- Ingressi

L'opera ha 2 ingressi
- Dati relativi a agosto 2014
- Coordinate geografiche: 46°42′01.52″N 12°13′21.97″E

### Opera 3

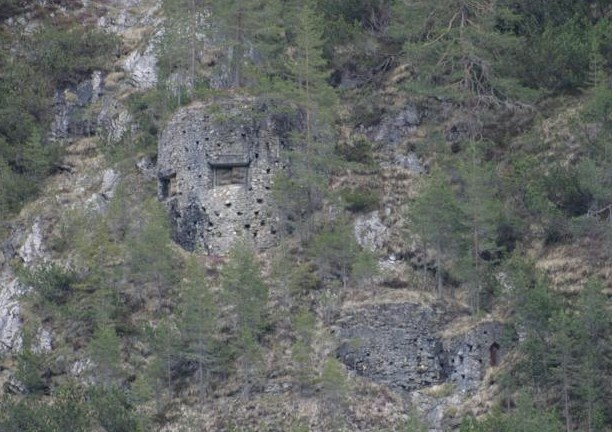
Torretta osservatorio e uscita di emergenza dell'opera 3, visti dal lago di Dobbiaco

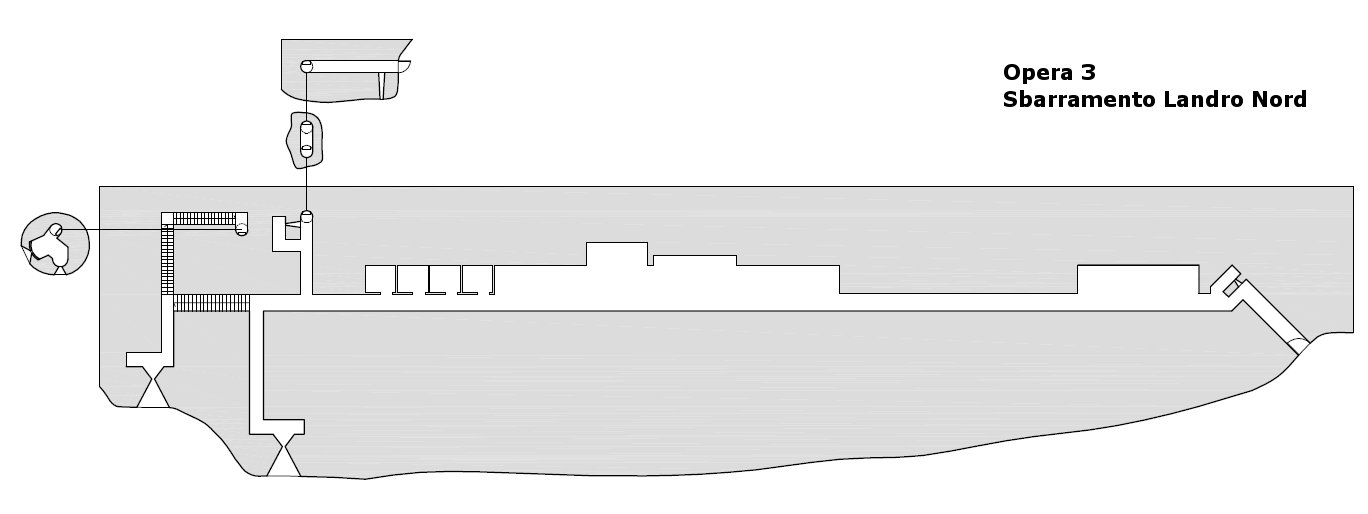
La piantina parziale dell'opera 3

- Come raggiungere l'opera

Una volta raggiunta la parte più elevata dell'opera 2 si sale perpendicolarmente alla strada, nel bosco senza seguire alcuna traccia di sentiero. Salendo di 100 m si incontra un sentierino minuscolo, e lo si percorre svoltando a sinistra per una 20 di metri. Ad un certo punto conviene nuovamente salire in quota, per una cinquantina di metri, finché non ci si scontra con l'imponente opera 3. Data la mancanza di una strada o sentiero per raggiungere l'opera, conviene fare comunque maggior affidamento al proprio orientamento.
- Caratteristiche

Opera in caverna di piccole dimensioni, si sviluppa principalmente su un livello, dove si trova la camerata ed una delle due feritoie. Oltre a ciò l'opera presenta dopo una prima rampa di scale la seconda feritoia, quindi leggermente più alta. Salendo altre due rampe di scale, ed un'ultima scala verticale di circa 10 metri, si arriva all'osservatorio blindato, che oltre a godere di un'ottima visuale sulla zona sottostante aveva due feritoie.
Al livello principale dell'opera, esiste anche una caratteristica via di fuga, che dopo aver risalito due scale verticali di circa 8 metri ognuna, conduce tramite un basso corridoio ad uno sportellino minuto, protetto anch'esso da una feritoia laterale. Particolarità dell'opera che le scalette verticali terminano in maniera curvata.
L'opera probabilmente era stata pensata anche per essere riattivata nel dopo guerra; ciò si evince dalla pittura bianca e dalla mancanza delle nicchie per l'alimentazione d'emergenza. Anche i portelli di copertura delle feritoie hanno l'intelaiatura in di metallo come quelli delle opere riattivate; anche la loro copertura è stata realizzata su una sottospecie di rete metallica su cui era stato iniziato a stendere uno strato di vernice.
- Armamento previsto

2 mitragliatrici ed una torretta
- Ingressi

L'opera ha 1 ingresso e una via di fuga.
- Dati relativi a agosto 2011
- Coordinate geografiche: 46°42′01.56″N 12°13′27.57″E

### Opera 4

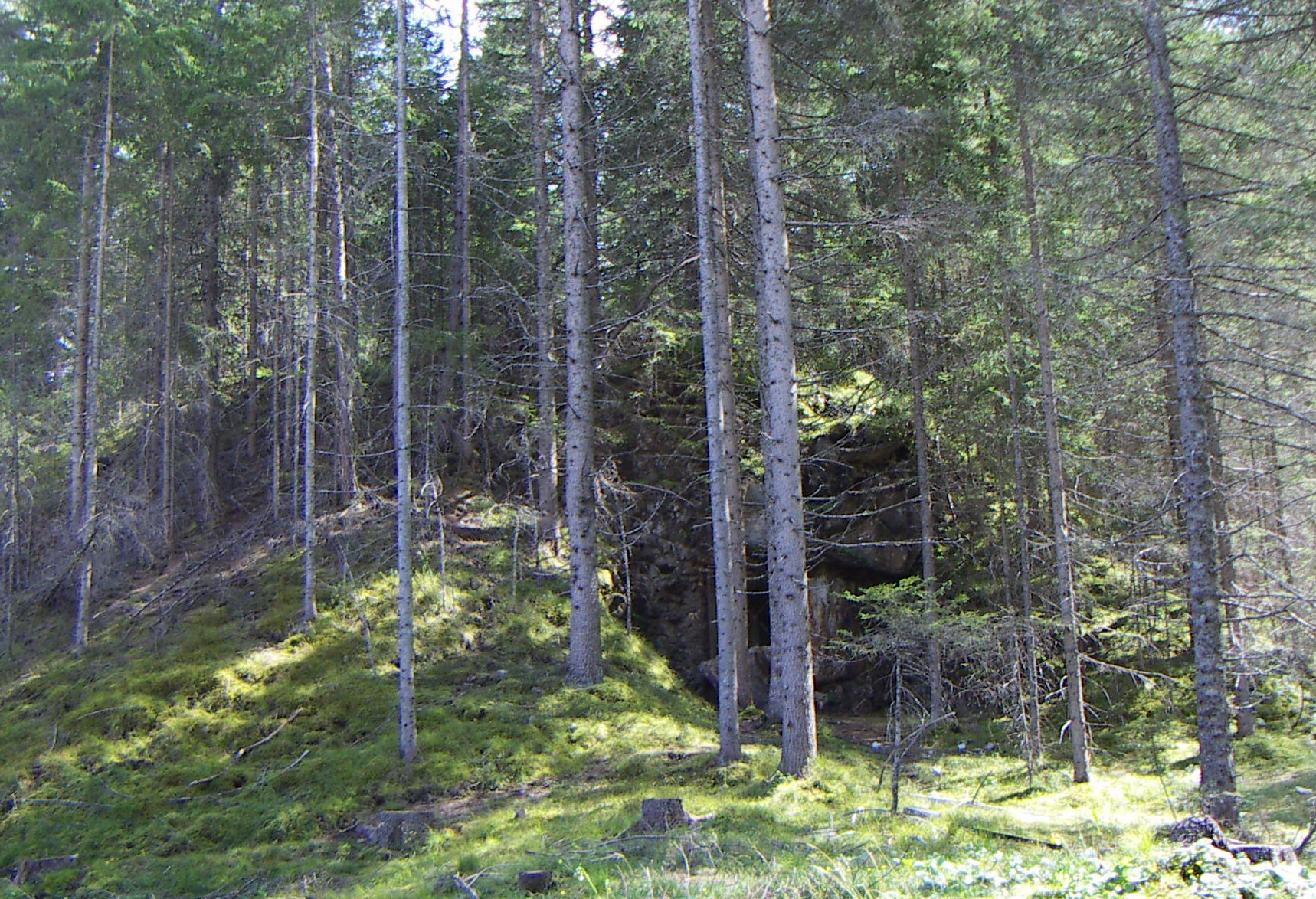
L'opera 4

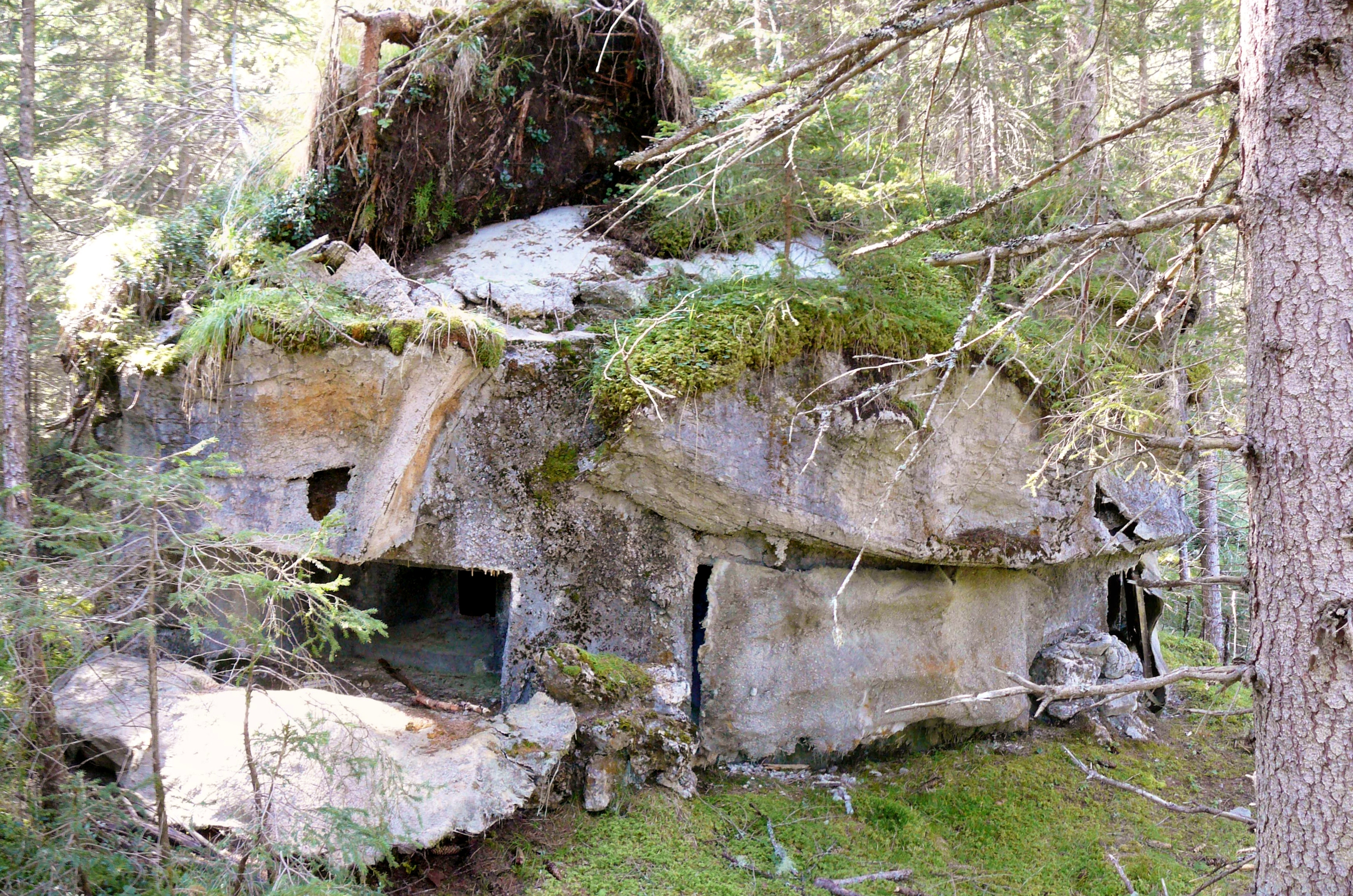
Torretta caponiera a difesa dell'ingresso ovest

- Come raggiungere l'opera

Dopo essere passati accanto all'opera 1, si procede per il sentiero in direzione sud per 200 metri, fino a raggiungere una stradina sulla destra che sembra portare solo nel bosco. La si percorre per 50 metri, e sulla sinistra si dovrebbe scorgere le feritoie dell'opera.
- Caratteristiche

L'opera è costruita su un blocco unico, a due livelli collegati da un giro scale interno. L'opera ha una larga torretta con funzione di caponiera sulla sommità, per proteggere uno degli ingressi, quello ovest.
L'opera essendo immersa nel bosco del Parco Naturale è perfettamente nascosta, in particolare la sua mimetizzazione è ancora oggi quasi completamente intatta, nelle porte e nelle protezioni delle feritoie. Le porte di accesso nascondono dietro di loro un'ulteriore inferriata, per proteggere maggiormente l'ingresso. L'opera al suo interno è ancora in ottime condizioni, persino con i tubi di aerazione (qui in plastica) sono ancora intatti; addirittura uno entra nel locale dedicato alla turca, riducendone la sua altezza. Al piano inferiore si trovano le due camerate da 48 brande, il posto di comando e il centralino collegato con le opere 1 e 2 e con il comando.
- Armamento previsto

4 mitragliatrici. Nel reimpiego NATO una di queste fu sostituita per un cannone anticarro 90/32 L.
- Ingressi

L'opera ha 2 ingressi
- Dati relativi a agosto 2011
- Coordinate geografiche: 46°41′48.55″N 12°12′59.17″E

## Landro Sorgenti

### Opera 1
- Come raggiungere l'opera

Sulla strada da Dobbiaco per Cortina, subito dopo aver passato il cimitero della prima guerra mondiale, si trova un edificio appartenente alla società elettrica, si svolta dentro e si attraversa il ponticello di legno sito dietro l'edificio e dopo pochi metri, sulla sinistra si vede l'opera, molto ben nascosta dalla fitta vegetazione.
- Caratteristiche

L'opera è di piccole dimensioni ed è stata costruita in calcestruzzo.
- Armamento previsto

3 mitragliatrici.
- Ingressi

L'opera ha 1 ingresso
- Dati relativi a ottobre 2006
- Coordinate geografiche: 46°40′25.76″N 12°13′16.57″E

### Opera 2
- Come raggiungere l'opera

Opposta all'opera 1 al di là della Rienza e della statale Alemagna, sopra l'unico muretto di contenimento nei paraggi, si trova l'opera 2.
- Caratteristiche

L'opera è di piccole dimensioni, costruita in calcestruzzo e si sviluppa principalmente su un unico piano, solo una delle feritoie si trova in posizione leggermente più elevata (7 gradini). Non fu riattivata nel dopoguerra.
- Armamento previsto

2 mitragliatrici, 1 cannone anticarro.
- Ingressi

L'opera ha 1 ingresso
- Dati relativi a agosto 2011
- Coordinate geografiche: 46°40′27.01″N 12°13′18.71″E

## Landro Sud

### Opera 1
- Come raggiungere l'opera

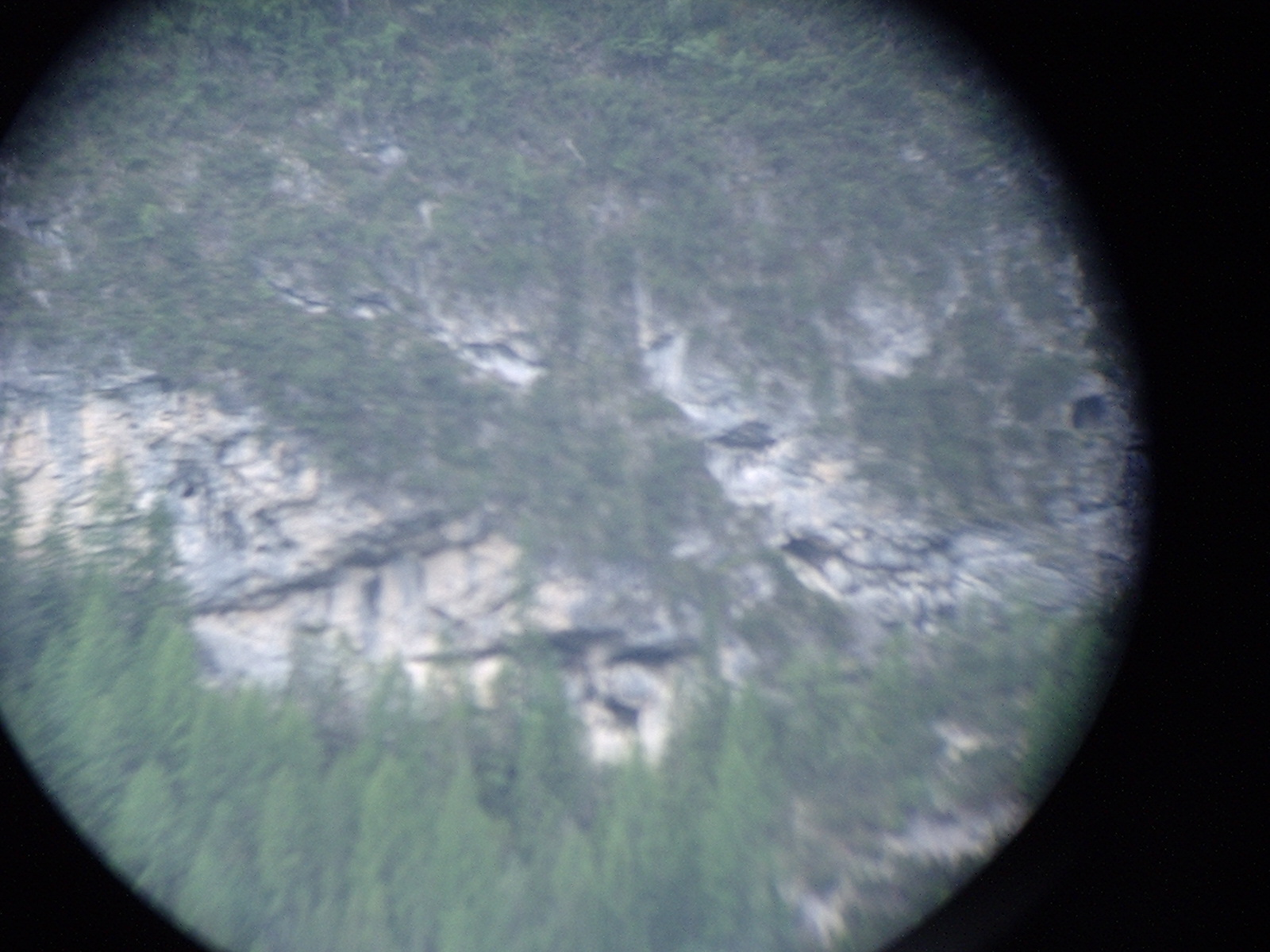
L'opera 1, vista dall'opera 2

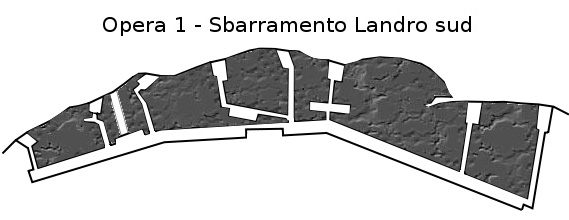
La piantina dell'opera 1

L'opera si trova proprio alle spalle dell'albergo Tre Cime, lungo la statale.
- Caratteristiche

Si trattava di un'opera media in caverna, realizzata solo nello scavo (dove era previsto di 3800 metri cubi, ma solamente 3000 me sono stati scavati), e mai completata nei rivestimenti in calcestruzzo (erano previsti 1200 m³). L'armamento previsto era di tre mitragliatrici e un cannone anticarro.
Non essendo stata realizzata nessuna copertura in calcestruzzo, la visita all'opera potrebbe risultare pericolosa e comunque poco istruttiva. Gli scavi sono visibili dalle opere 2 e 3.
Nel progetto originale un fossato anticarro doveva essere scavato tra quest'opera e l'opera 2.
- Armamento previsto

3 mitragliatrici, 1 cannone anticarro.
- Ingressi

L'opera ha 1 ingresso
- Dati relativi a ottobre 2006

### Opera 2
- Come raggiungere l'opera

Sulla strada da Dobbiaco a Cortina passato lo sbarramento di Landro centrale, dopo aver passato in linea d'aria il Dosso Scabro, si ergono in bella vista, dopo un vistoso canalone franoso, due opere, quella posta più in basso è l'Opera 2.
- Caratteristiche

Interessante è il mascheramento dell'opera n. 2, in calcestruzzo, che conserva ancora le tracce dei muri perimetrali della finta casa che serviva per mascherarla e dell'opera n. 5, realizzata a monte del forte, che fu circondata, per mimetizzarla, da un muro perimetrale identico a quello del forte stesso.
L'opera 2 venne realizzata su un ghiaione al di sotto dell'opera 3. Si tratta di un'opera grossa tipo "circolare 15000", armata con quattro mitragliatrici e un cannone anticarro. L'opera è disposta su due piani con diverse postazioni per la difesa vicina, ed è identica come disposizione, forma, grandezza e armamento all'opera 3. L'interno è visitabile con cautela poiché spesso allagata o piena di fango. Stranamente all'interno non ci sono segni dell'installazione dei bagni e nemmeno del gruppo elettrogeno. L'opera ha due camerate, una per piano. All'esterno sono ben visibili i muri finti con finte finestre che avevano lo scopo di mascherarla al nemico dandole la forma di una casa.
- Armamento previsto

4 mitragliatrici, 1 cannone anticarro.
- Ingressi

L'opera ha 1 ingresso
- Dati relativi a ottobre 2006
- Coordinate geografiche: 46°39′06.68″N 12°13′53.16″E

### Opera 3
- Come raggiungere l'opera

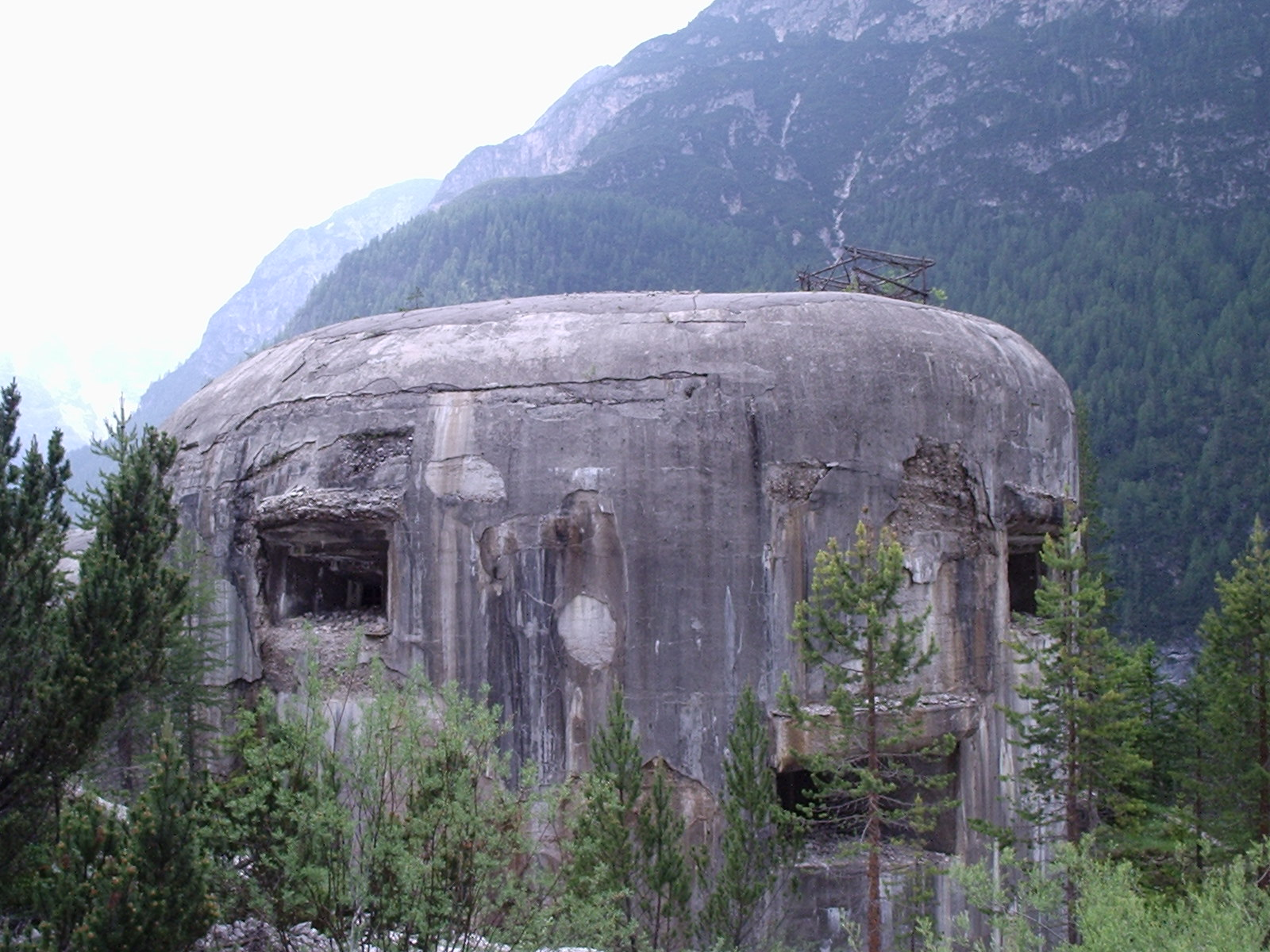
L'opera 3

Dall'Opera 2, si tratta di salire un centinaio di metri lungo il canalone franoso, o seguendo uno dei molteplici sentierini che risalgono la montagna.
- Caratteristiche

L'opera 3 venne realizzata su un ghiaione poco al di sotto dell'ingresso della Val Bulla. Si tratta di un'opera grossa tipo "circolare 15000", armata con quattro mitragliatrici e un cannone anticarro. L'opera è disposta su due piani con diverse postazioni per la difesa vicina, ed è identica come disposizione, forma, grandezza e armamento all'opera 2.
- Armamento previsto

4 mitragliatrici, 1 cannone anticarro.
- Ingressi

L'opera ha 1 ingresso
- Dati relativi a ottobre 2006
- Coordinate geografiche: 46°39′07.21″N 12°14′02.45″E

### Opera 4
- Come raggiungere l'opera
- L'opera si trova proprio di fronte al forte di Landro, al di là della strada, sul costone di roccia.
- Armamento previsto

3 mitragliatrici.
- Coordinate geografiche: 46°38′41.94″N 12°13′49.79″E

### Opera 5
- Come raggiungere l'opera

Sulla statale Alemagna, all'altezza del vecchio forte di Landro, costruito prima dello scoppio della I guerra mondiale, accanto alla parte alta del forte e ad un centinaio di metri sopra della parte bassa, si erge l'opera 5.
- Caratteristiche

Il manufatto, interamente realizzato in calcestruzzo, è situato nella zona del lago di Landro, a circa 1500 metri d'altitudine, ed è collegato al forte austriaco, eretto negli anni 1880-1890 quale Opera difensiva collegata con il forte Prato Piazza; il forte aveva il compito di impedire eventuali infiltrazioni da Cortina verso Dobbiaco. Fu disarmato subito dopo l'inizio delle ostilità con l'Italia ed i suoi cannoni furono sistemati nei dintorni, per una più efficace azione di tiro; la struttura venne comunque utilizzata durante la prima guerra mondiale quale sede di un comando operativo e, sebbene fatta oggetto di tiro da parte dell'artiglieria italiana, subì solo danni marginali. Alla fine degli anni Trenta il forte fu destinato, in abbinamento all'opera 5, che si sviluppa su due piani, a formare un unico complesso difensivo atto a sbarrare la strada da provenienze, questa volta, da nord. I lavori per rendere il complesso operativo non vennero mai iniziati. L'opera 5 è stata ultimata nella struttura muraria, ma non è mai stata dotata di chiusure ed impianti tecnologici. I lavori visibili risalgono al 1942.
L'opera è inserita e ben incastrata nei pressi del forte, che è collegato alla parte bassa, attraverso un tunnel. Venne infatti mascherata con parti di muratura simili a quelli del forte, in modo da renderla simile all'antica fortificazione e quindi una sua possibile l'identificazione solo da molto vicino. Era prevista l'installazione di tre mitragliatrici. Al momento della cessazione dei lavori non era stato completato nessuno degli allestimenti interni. L'opera risulta difficilmente agibile in quanto ampie parti sono state riempite di filo spinato. Le condizioni generali sono comunque pessime e si segnalano infiltrazioni d'acqua, mentre il forte è aperto, ma pericolante.
- Armamento previsto

3 mitragliatrici.
- Ingressi

L'opera ha 1 ingresso
- Dati relativi a ottobre 2006
- Coordinate geografiche: 46°38′42.43″N 12°14′04.22″E

### Opera 6
- Come raggiungere l'opera

L'opera si trova dalla parte opposta della valle rispetto al forte, esattamente alle spalle dell'unico ristorante della zona. L'opera non si trova in quota, ma proprio dove passa il torrente Rienza, e vicino al quale si trova anche una palestra naturale di roccia.
- Caratteristiche

L'opera è in caverna, ed è l'unica da quel lato della valle che sia stata in parte completata. La parte centrale dell'opera è rivestita in calcestruzzo, anche se mancano tutti i malloppi esterni, gli ingressi con i relativi ambienti, e la divisione interna delle varie stanze. Il calcestruzzo è solo quello del rivestimento. Questa particolarità la rende interessante, perché si può avere una idea di come venivano costruite le opere. I malloppi sono stati tutti riempiti con sassi in modo tale da impedirne l'accesso.
- Armamento previsto

3 mitragliatrici
- Ingressi

L'opera ha almeno 1 ingresso
- Dati relativi a luglio 2013
- Coordinate geografiche: 46°38′32.53″N 12°13′49.32″E

### Opera 6a
- Come raggiungere l'opera

L'opera 6a venne realizzata al di sopra delle opere 2 e 3, su per il ghiaione, posto all'ingresso della Val Bulla.
- Caratteristiche

L'opera è in realtà un ricovero per truppa scavato nella roccia.
- Armamento previsto

non era previsto alcun armamento.
- Dati relativi a ottobre 2006